# Taylor Henrich
Taylor Henrich (Calgary, 1º novembre 1995) è un'ex saltatrice con gli sci canadese.

## Biografia
Ha debuttato in Coppa Continentale, la massima competizione femminile di salto prima dell'istituzione della Coppa del Mondo nella stagione 2012, il 10 agosto 2008 a Bischofsgrün, giungendo 36ª. Alla sua prima partecipazione iridata, Oslo 2011, è stata 18ª.
In Coppa del Mondo ha esordito nella gara inaugurale del 3 dicembre 2011 a Lillehammer, classificandosi 23ª; nella stagione successiva ha preso parte ai Mondiali della Val di Fiemme 2013, chiudendo 41ª, mentre nel 2014 ha debuttato ai Giochi olimpici invernali: a Soči 2014 è stata 13º nel trampolino normale.
Il 18 gennaio 2015 ha colto a Falun la prima vittoria, nonché primo podio, in Coppa Continentale, mentre il 25 gennaio successivo ha ottenuto a Oberstdorf il primo podio in Coppa del Mondo (3ª). Ai successivi Mondiali di Falun 2015 si è classificata 5ª nel trampolino normale, mentre nella rassegna iridata di Lahti 2017 è stata 16ª nel trampolino normale e 12ª nella gara a squadre mista dal trampolino normale. Ai XXIII Giochi olimpici invernali di Pyeongchang 2018 si è classificata 32ª nel trampolino normale.

## Palmarès

### Coppa del Mondo
- Miglior piazzamento in classifica generale: 15ª nel 2015
- 2 podi (entrambi individuali):
  - 2 terzi posti

### Coppa Continentale
- Miglior piazzamento in classifica generale: 4ª nel 2015
- 2 podi (entrambi individuali):
  - 1 vittoria
  - 1 secondo posto

#### Coppa Continentale - vittorie
| Data            | Località | Nazione | Trampolino   |
| --------------- | -------- | ------- | ------------ |
| 18 gennaio 2015 | Falun    | Svezia  | Lugnet HS100 |